# COB Calais
La Côte d'Opale Basket est un club français de basket-ball féminin basé dans la ville de Calais, qui évolue en Nationale féminine 1, depuis la saison 2023-2024.

## Historique
Le club est créé en 1990.
Il dispute ses matchs à domicile dans la salle Calypso construite en 1998.
A la fin de la saison 2022-2023, le club finit en 11e position (sur 12 clubs) de la Ligue 2 Féminine et est relégué en Nationale 1.

## Palmarès
National
- Champion de France NF1 : 1998, 2003

Equipes jeunes
- Champion de France Minimes filles : 1998, 1999
- Champion de France Benjamines : 1991, 1992

## Entraîneurs successifs
- De 2005 à 2012 :  Cyril Sicsic
- De 2012 à 2022 :  Kevin Brohan
- De 2022 à 2024 :  Maxime Sauvage
- Depuis 2024 :  Laurent Duthe

## Effectif 2023-2024
- Entraîneur :  Maxime Sauvage
- Assistants :  Laurent Duthe

- Départ : Fleur Devillers (AS Aulnoye-Aymeries, Ligue 2), Shakayla Thomas (Charnay Basket Bourgogne Sud, LFB), Claire Parisi, Blessing Ejiofor (Cavigal Nice Basket 06, Ligue 2), Inès Sequeira (Basket Club Montbrison Féminines, Ligue 2), Lilou Petit (Coquelles, NF3), Salimata Koita (Annemasse)
- Arrivées : Assetou Diakité, Clara Soghomonian (Douvres, NF2), Aminata Dosso (Escaudain), Gorana Marjanovic (Orlovi Banja Luka, Bosnie-Herzégovine), Anouk Piotrowski (Villeneuve d’Ascq, NF2), Clara Soghomonian

| Numéro | Nom               | Date de naissance | Taille (m) | Poste | Nationalité        |
| 3      | Aminata Dosso     | 16 janvier 1999   | 1,75m      | ?     | France             |
| 4      | Anouk Piotrowski  | 8 juin 1999       | 1,66m      | ?     | France             |
| 7      | Lucile Bissuel    | 30 avril 2001     | 1,76m      | 2/3   | France             |
| 8      | Gorana Marjanovic | 26 mars 2000      | 1,90m      | ?     | Bosnie-Herzégovine |
| 10     | Anais Vielotte    | 12 juillet 1991   | 1,88m      | 4     | France             |
| 11     | Meg Pedroso       | 28 septembre 2001 | 1,67m      | 1     | France             |
| 12     | Mélanie Devaux    | 12 février 1992   | 1,70m      | 1     | France             |
| 13     | Clarance Kongo    | 17 octobre 2004   | 1,85m      | 5     | France             |
| 14     | Clara Soghomonian | 20 novembre 2002  | 1,86m      | ?     | France             |
| 15     | Assetou Diakité   | 115 février 1998  | 1,93m      | 4/5   | Mali               |

## Effectif 2022-2023
- Entraîneur :  Maxime Sauvage
- Assistants :  Laurent Duthe

- Départ : Kevin Brohan (Coach), Emmanuelle Gorjeu (Maternité), Maud Stervinou (Saint-Amand Hainaut Basket, LFB), Anne-François Diouf (Limoges, NF1), Ève Wembanyama (Monaco)
- Arrivées : Maxime Sauvage (Coach, U18 Elites), Salimata Koïta (Geispolsheim, NF1), Mélanie Devaux (Reims, retour maternité), Blessing Ejiofor (Espagne)

| Numéro | Nom              | Date de naissance | Taille (m) | Poste | Nationalité |
| 2      | Mélanie Devaux   | 12 février 1992   | 1,70m      | 1     | France      |
| 4      | Claire Parisi    | 30 avril 1999     | 1,69m      | 1     | France      |
| 5      | Cléa Behey       | 5 décembre 2003   | 1,68m      | 1     | France      |
| 8      | Florine Tronet   | 4 mai 2003        | 1,64m      | 1     | France      |
| 10     | Anais Vielotte   | 12 juillet 1991   | 1,88m      | 4     | France      |
| 11     | Meg Pedroso      | 28 septembre 2001 | 1,67m      | 1     | France      |
| 12     | Ines Sequeira    | 4 février 2000    | 1,74m      | 2/1   | France      |
| 13     | Clarance Kongo   | 17 octobre 2004   | 1,85m      | 5     | France      |
| 15     | Lilou Petit      | 18 janvier 2004   | 1,82m      | 4/5   | France      |
| 20     | Shakayla Thomas  | 5 mai 1996        | 1,82m      | 3/4   | États-Unis  |
| 22     | Salimata Koïta   | 1 janvier 2002    | 1,85m      | 4/5   | France      |
| 27     | Fleur Devillers  | 24 avril 1995     | 1,81m      | 3     | France      |
| 32     | Blessing Ejiofor | 12 février 1998   | 1,96m      | 5     | Niger       |
| 72     | Lucile Bissuel   | 30 avril 2001     | 1,76m      | 2/3   | France      |

## Effectif 2021-2022
- Entraîneur :  Kevin Brohan
- Assistants :  David Tardieu et  Maxime Sauvage

| Numéro | Nom                  | Âge               | Taille (m) | Poste | Nationalité |
| 5      | Cléa Behey           | 5 décembre 2003   | 1,68m      | 1     | France      |
| 27     | Fleur Devillers      | 24 avril 1995     | 1,81m      | 3     | France      |
| 24     | Anne Françoise Diouf | 22 avril 1997     | 1,94m      | 4     | Sénégal     |
| 7      | Emmanuelle Gorjeu    | 3 mars 1989       | 1,72m      | 1     | France      |
| 9      | Leya Kapinga         | 8 juin 2003       | 1,76m      | 2/3   | France      |
| 13     | Clarance Kongo       | 17 octobre 2004   | 1,85m      | 5     | France      |
| 19     | Stecy Montabord      | 11 mai 2001       | 1,97m      | 5     | France      |
| 4      | Claire Parisi        | 30 avril 1999     | 1,69m      | 1     | France      |
| 11     | Meg Pedroso          | 28 septembre 2001 | 1,67m      | 1     | France      |
| 15     | Lilou Petit          | 18 janvier 2004   | 1,82m      | 4/5   | France      |
| 12     | Ines Sequeira        | 4 février 2000    | 1,74m      | 2/1   | France      |
| 1      | Maud Stervinou       | 10 juin 1997      | 1,78m      | 2     | France      |
| 20     | Shakayla Thomas      | 5 mai 1996        | 1,82m      | 3/4   | États-Unis  |
| 10     | Anais Vielotte       | 12 juillet 1991   | 1,88m      | 4     | France      |
| 18     | Ève Wembanyama       | 10 décembre 2001  | 1,83m      | 3     | France      |

## Effectif 2016-2017
- Entraîneur :  Kevin Brohan
- Assistant :   David Tardieu et Gautier Ségard

| Numéro | Nom                  | Âge               | Taille (m) | Poste      | Nationalité |
|        | Élise Prod'homme     | 26 mars 1989      | 1,80 m     | Ailière    | France      |
|        | Shawnta Dyer         | 7 novembre 1991   | 1,85m      | Ailière    | États-Unis  |
|        | Ornella Bankolé      | 17 septembre 1997 | 1,81 m     | Arrière    | France      |
|        | Margaux Okou-Zouzouo | 18 février 1991   | 1,85 m     | Ailière    | France      |
|        | Ana Radović          | 15 juillet 1990   | 1,90 m     | Pivot      | Serbie      |
|        | Sarra Planchenault   | 7 juin 1985       | 1,82 m     | Ailière    | France      |
|        | Élodie Mendy         | 28 novembre 1994  | 1,63 m     | Meneuse    | France      |
|        | Anaïs Foisse         | 10 mai 1996       | 1,83 m     | Intérieure | France      |
|        | Leslie Makosso       | 17 avril 1996     | 1,61 m     | Meneuse    | France      |

## Effectif 2015-2016
Calais engage l'américaine Bethany Doolittle.

## Effectif 2014-2015
- Entraîneur :  Kevin Brohan
- Assistant :  David Tardieu

| Numéro | Nom                       | Âge               | Taille (m) | Poste      | Nationalité |
| 4      | Jenny Fouasseau           | 9 janvier 1992    | 1,80 m     | arrière    | France      |
| 6      | Awa Sissoko               | 6 mars 1994       | 1,79 m     | arrière    | France      |
| 7      | Jasmine Hassell           | 9 avril 1991      | 1,86 m     | intérieure | États-Unis  |
| 8      | Onayssa S'Bahi            | 22 septembre 1993 | 1,66 m     | meneuse    | France      |
| 9      | Aurélie Cibert            | 6 avril 1985      | 1,68 m     | ailière    | France      |
| 13     | Jazz Covington            | 13 mai 1985       | 1,85 m     | ailière    | États-Unis  |
| 14     | Marie-Bernadette Mbuyamba | 5 janvier 1993    | 1,85 m     | ailière    | France      |
| 15     | Viktoriya Mirtcheva       | 17 janvier 1987   | 1,90 m     | intérieure | Ukraine     |

Après plusieurs semaines d'attente, Calais est officiellement promu en LFB. Le club annonce la prolongation de cinq joueuses : Aurélie Cibert, Onayssa S’Bahi, Awa Sissoko, Jenny Fouasseau et Marie-Bernadette Mbuyamba.

## Effectif 2013-2014
- Entraîneur :  Kevin Brohan
- Assistant :  David Tardieu

| Numéro | Nom                       | Âge               | Taille (m) | Poste      | Nationalité |
| 4      | Jenny Fouasseau           | 1992              | 1,80 m     | arrière    | France      |
| 5      | Natacha Ahamada           | 1995              | 1,69 m     | meneuse    | France      |
| 6      | Awa Sissoko               | 6 mars 1994       | 1,79 m     | arrière    | France      |
| 7      | Marine Capon              | 1994              | 1,75 m     | Ailière    | France      |
| 8      | Onayssa S'Bahi            | 22 septembre 1993 | 1,66 m     | meneuse    | France      |
| 9      | Aurélie Cibert            | 6 avril 1985      | 1,68 m     | ailière    | France      |
| 10     | Mélanie Arnaud            | 26 avril 1988     | 1,84 m     | ailière    | France      |
| 12     | Dominique Allen           | 10 septembre 1989 | 1,91 m     | intérieure | Royaume-Uni |
| 14     | Marie-Bernadette Mbuyamba | 5 janvier 1993    | 1,85 m     | ailière    | France      |
| 15     | Tiffany Clarke            | 1991              | 1,84 m     | intérieure | États-Unis  |

Dominique Allen est membre de l'Équipe de Grande-Bretagne de basket-ball féminin qui a disputé les Jeux olympiques d'été de 2012.
Calais décroche la première place de la Ligue 2, qualificative pour la montée en Ligue féminine de basket.

## Effectif 2012-2013
- Entraîneur :  Kevin Brohan
- Assistant :  David Tardieu

| Numéro | Nom                | Âge             | Taille (m) | Poste      | Nationalité |
|        | Floriane Herrscher | 29 mai 1984     | 1,87 m     | intérieure | France      |
| 7      | Mélanie Devaux     | 12 février 1992 | 1,70 m     | arrière    | France      |
|        | Jenny Fouasseau    | 1992            | 1,80 m     | arrière    | France      |
|        | Kierra Mallard     | 1990            | 1,90 m     | intérieure | États-Unis  |
| 9      | Aurélie Cibert     | 6 avril 1985    | 1,68 m     | ailière    | France      |
| 10     | Mélanie Arnaud     | 26 avril 1988   | 1,84 m     | ailière    | France      |
| 11     | Manon Sinico       | 17 octobre 1985 | 1,80 m     | ailière    | France      |
|        | Marine Capon       | 1994            | 1,75 m     | Ailière    | France      |
|        | Pauline Diawakana  | 24 octobre 1992 | 1,70 m     | meneuse    | France      |

Pour la première saison de Kevin Brohan après le départ de Cyril Sicsic, le COB Calais lutte avec Nice pour la première place de LF2. Toutefois, avec des finances limitées, le club réserve son avis pour une accession en LFB.

## Effectif 2011-2012
Après la relégation en LF2, le club perd plusieurs joueuses et recrute Émilie Duvivier (Hainaut Basket), Floriane Herrscher (Reims), Brittany Miller, Pauline Diawakana (Rennes). L'effectif pour la saison 2011-2012 est le suivant : Aurélie Cibert, Melissa Diawakana, Mélanie Devaux, Emilie Duvivier, Manon Sinico, Mélanie Arnaud, Floriane Heerscher, Britany Miller.
| Numéro | Nom                | Âge             | Taille (m) | Poste      | Nationalité |
|        | Floriane Herrscher | 1984            | 1,87 m     | intérieure | France      |
| 7      | Mélanie Devaux     | 1992            | 1,70 m     | arrière    | France      |
| 8      | Émilie Duvivier    | 5 février 1987  | 1,68 m     | arrière    | France      |
|        | Cherin Miller      | 1988            | 1,94 m     | intérieure | États-Unis  |
| 9      | Aurélie Cibert     | 6 avril 1985    | 1,68 m     | ailière    | France      |
| 10     | Mélanie Arnaud     | 1988            | 1,84 m     | ailière    | France      |
| 11     | Manon Sinico       | 17 octobre 1985 | 1,80 m     | ailière    | France      |
|        | Marine Capon       | 1994            | 1,75 m     | Ailière    | France      |
|        | Pauline Diawakana  | 1992            | 1,70 m     | meneuse    | France      |

## Effectif 2010-2011

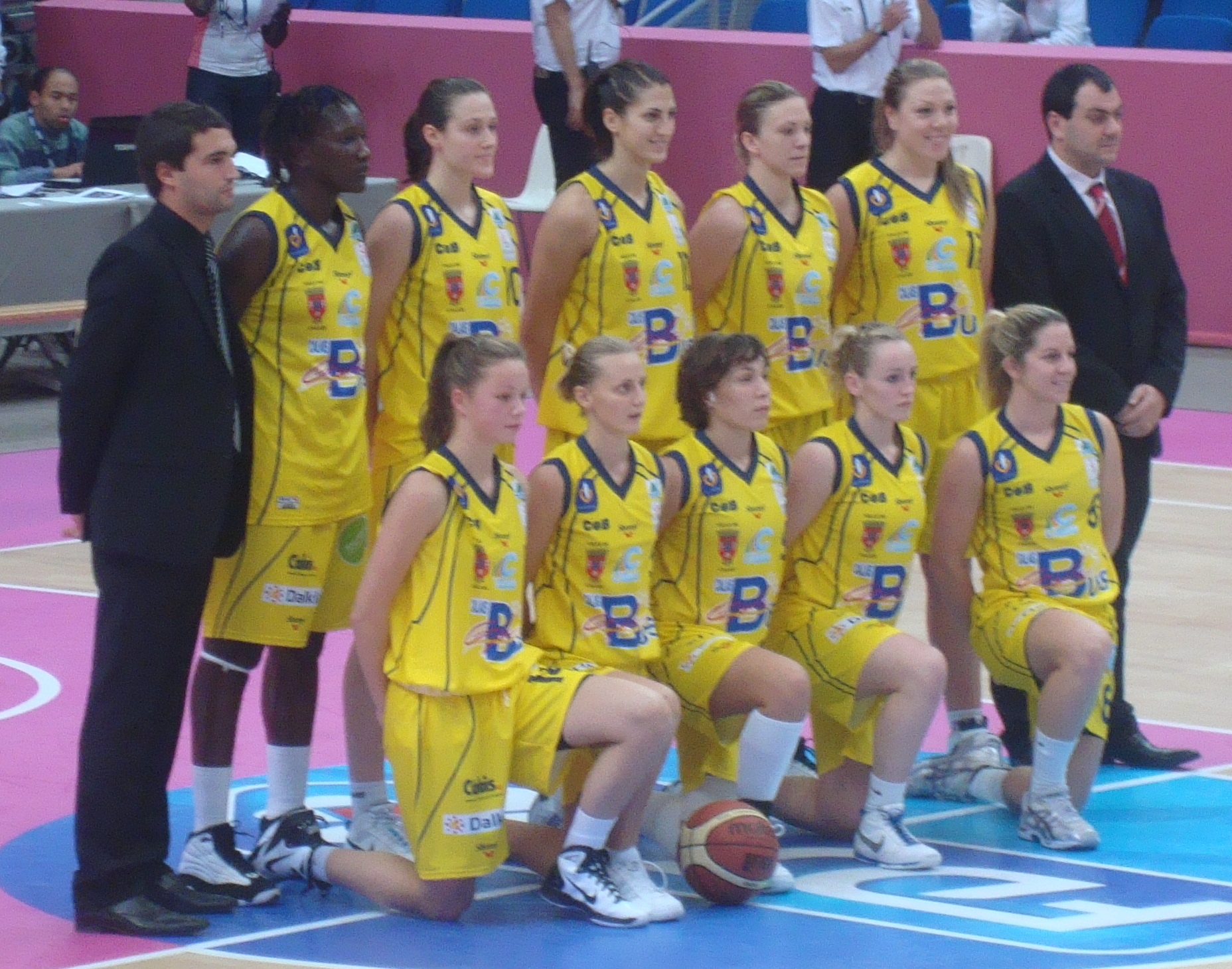
L'équipe en octobre 2010

Entraîneur : Cyril Sicsic
Entraîneur adjoint :  Julien Lalanne
| Numéro | Nom                     | Âge  | Taille (m) | Poste      | Nationalité      |
| 4      | N'Deye N'Diaye          | 1979 | 1,91 m     | intérieure | France Sénégal   |
| 5      | Sylvie Gruszczynski     | 1986 | 1,72 m     | arrière    | France           |
| 7      | Mélanie Devaux          | 1992 | 1,70 m     | arrière    | France           |
| 8      | Pauline Love            | 1987 | 1,85 m     | ailière    | États-Unis       |
| 8      | Micaela Cocks (pigiste) | 1986 | 1,?? m     | ailière    | Nouvelle-Zélande |
| 9      | Aurélie Cibert          | 1985 | 1,68 m     | ailière    | France           |
| 10     | Mélanie Arnaud          | 1988 | 1,84 m     | ailière    | France           |
| 11     | Manon Sinico            | 1985 | 1,80 m     | ailière    | France           |
| 12     | Pelagía Papamichaíl     | 1986 | 1,89 m     | intérieure | Grèce            |
| 13     | Brigitte Ardossi        | 1987 | 1,89 m     | intérieure | Australie        |
| ?      | Stela Boneva            | 1993 | 1,90 m     | pivot      | Bulgarie         |
|        | Marine Foiret           | 1992 | 1,64 m     | meneuse    | France           |

## Effectif 2009-2010
Entraîneur : Cyril Sicsic
Entraîneur adjoint : Julien Lalanne
| Numéro | Nom                   | Âge  | Taille (m) | Poste   | Nationalité |
| 5      | Anne-Sophie Pagnier   | 1987 | 1,80 m     | arrière | France      |
| 6      | Joyce Cousseins-Smith | 1988 | 1,65 m     | meneuse | France      |
| 7      | Kelly Corre           | 1991 | 1,78 m     | ailière | France      |
| 8      | Jennifer Humphrey     | 1984 | 1,91 m     | pivot   | États-Unis  |
| 9      | Aurélie Cibert        | 1985 | 1,68 m     | arrière | France      |
| 10     | Elisabeth Egnell      | 1987 | 1,85 m     | ailière | Suède       |
| 11     | Elsa Martins          | 1990 | 1,86 m     | ailière | France      |
| 13     | Lauren Neaves         | 1983 | 1,88 m     | ailière | États-Unis  |
| 14     | Iva Roglic            | 1988 | 1,88 m     | ailière | Serbie      |

- Départs : Christelle Morel (La Roche/Yon). Lina Brazdeikyte (Graffenstaden). Mariame Dia (Dunkerque). Sarah Leemans (Estudiantes Madrid). Olayinka Sanni. Kevin Brohan (entraîneur assistant).
- Arrivées : Kelly Corre (Mondeville). Elisabeth Egnell (Solna). Jennifer Humphrey (Basket Landes). Iva Roglic (Belgrade). Elsa Martins (Bourges). Julien Lalanne (Assistant Pau).

## Saison 2005-2006
Entraîneur : Cyril Sicsic
Entraîneur adjoint : Xavier Lebacle
| Numéro | Nom                | Taille (m) | Poste      | Nationalité          |
|        | Vanessa Candelier  | 1,71       | ailière    | France               |
|        | Clarisse Costaz    | 1,70       | meneuse    | France               |
|        | Molly Creamer      | 1,76       | meneuse    | États-Unis           |
|        | Mariame Dia        | 1,85       | ailière    | France               |
|        | Roneeka Hodges     | 1,85       | ailière    | États-Unis           |
|        | Mareska Kowalik    | 1,79       | ailière    | France               |
|        | Jelena Maksimović  | 1,92       | pivot      | Croatie              |
|        | Marina Mazić       | 1,91       | intérieure | Croatie              |
|        | Clarisse Mpaka     | 1,76       | ailière    | France               |
|        | Marie-Sophie Obama | 1,75       | ailière    | France               |
|        | Hajdana Radunović  | 1,92       | intérieure | Serbie-et-Monténégro |

## Joueuses célèbres ou marquantes
- Lina Brazdeikytė
- Clémence Beikes
- Zuzana Klimešová
- Amélie Pochet
- Émilie Duvivier
- Manon Sinico

## Historique du logo

Logo jusqu'en 2008
Logo 2008 - 2013
Logo depuis 2013